# Thierno Ousmane Diallo
Pour les articles homonymes, voir Diallo.
Thierno Ousmane Diallo, né le 5 janvier 1950 à Pita (Guinée) et diplômé d’études supérieures de l’Institut polytechnique de Conakry,, est un homme politique guinéen.
De 2015 à 2020, il est ministre du Tourisme, de l'Hôtellerie et de l'Artisanat.

## Engagement politique
En 1991, il est l'un des membres fondateurs de l'Union pour la nouvelle République (UNR), le parti de feu Mamadou Bah. De 1993 à 1998, il est Secrétaire général de l’UNR et membre du bureau politique national.
En juin 1995, à l'âge de 45 ans, il est élu député à l’Assemblée nationale de la République de Guinée dans les rangs de l’UNR.
En août 1998, il participe activement à la création du parti d'opposition Union pour le progrès et le renouveau (UPR), dont feu Siradiou Diallo a été le premier président, et en devient le vice-président en février 1999.
En juin 2002, il est réélu député sur la liste nationale de l’UPR. En avril 2004, à la suite du décès de Siradiou Diallo, il est élu président de l'UPR.

## Parcours professionnel
Il commence son parcours au ministère guinéen de l’Industrie entre 1975 et 1986.
En décembre 2010, il devient ministre d’État chargé des travaux publics et des transports jusqu'en à janvier 2014, puis en février 2014, ministre d’État conseiller à la Présidence de la République, une fonction cumulée avec celle de président du conseil d’administration de l’Électricité de Guinée (EDG) en août 2019.